# Gunnar Fougstedt
Gunnar Fougstedt, född 31 augusti 1908 i Reso, död 21 december 1986 i Helsingfors, var en finlandssvensk statistiker. Han var bror till Nils-Eric Fougstedt.
Fougstedt blev student 1926, filosofie kandidat och filosofie magister 1932 samt politices licentiat och politices doktor 1952. Han var biträdande aktuarie vid Statistiska centralbyrån 1937–1938, aktuarie 1938–1948, överaktuarie 1948–1954, avdelningschef 1954–1958 och tillförordnad chef för ekonomisk-politiska planeringsbyrån 1955. Han var docent i statistik vid Helsingfors universitet 1952–1964, handhade delvis professuren 1952–1953, docent i samma ämne vid Svenska handelshögskolan 1957–1958. e.o. professor där 1958–1959 och professor 1959–1972. Han behandlade i sina skrifter bland annat befolknings- och språkstatistiska frågor, till exempel i dissertationen Finlands svenska befolkning åren 1936–45 (1951) och undersökningen Trends and Factors of Fertility in Finland (1977), om fruktsamheten i Finland.'